# Phalasarna

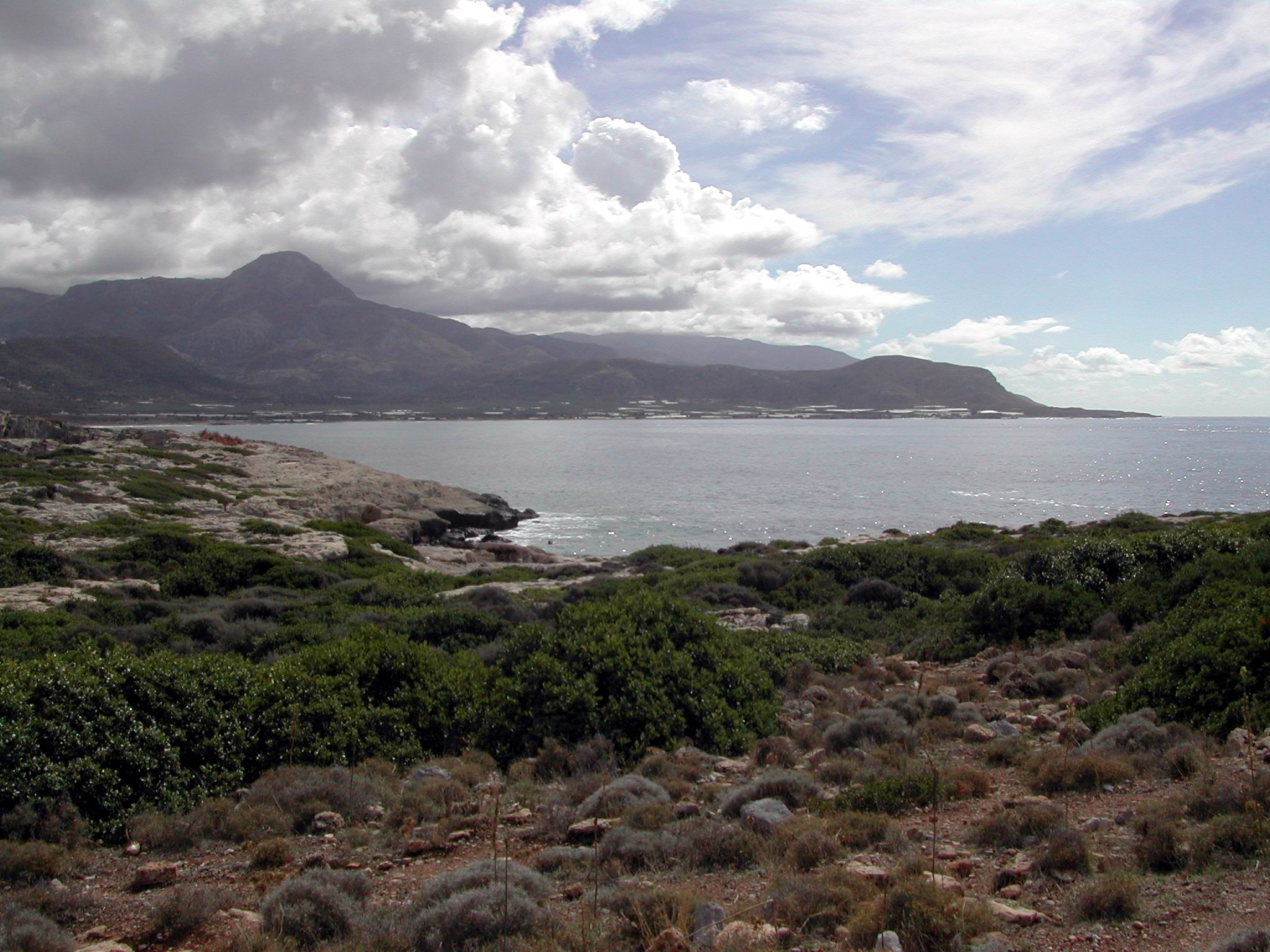
Küste bei Phalasarna

Phalasarna (griechisch Φαλάσαρνα (f. sg.)) bezeichnet eine Hafenstadt des Altertums an der Westküste der griechischen Insel Kreta. Die Ausgrabungsstätten der antiken Stadt liegen etwa acht Kilometer westlich der Stadt Kissamos.
Die heutige Ansiedlung Falasarna (auch Falassarna) befindet sich südlich der Ruinen von Phalasarna entlang der Küste der Bucht von Livadia. Sie gehört zum Ort Platanos in der Gemeinde Kissamos. Haupteinnahmequelle der dort ansässigen Kreter ist Landwirtschaft, so finden sich unzählige Gewächshäuser, in denen hauptsächlich Tomaten, aber auch Bananen gezogen werden, und Tourismus. Von touristischem Interesse sind die langen Sandstrände mit ihren durch Hebung des Meeresbodens verursachten bizarren Felsformationen, sowie die Überreste von Hafen, Siedlung und Tempeln des antiken Phalasarna.

## Geschichte

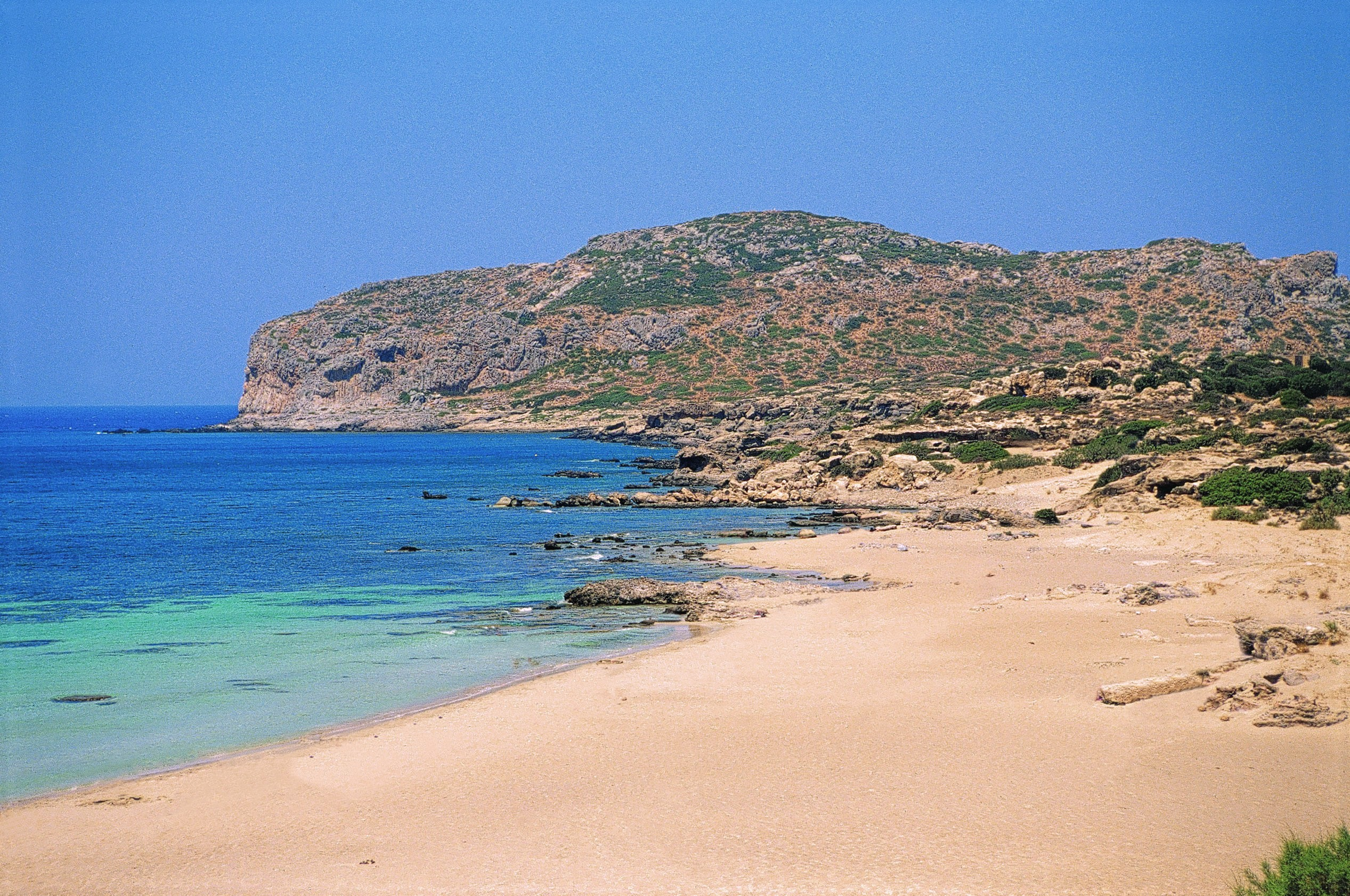
Der Strand Pachia Ammos mit der Ausgrabungsstätte im Hintergrund

Das historische Phalasarna an der nördlichen Westküste Kretas wurde etwa im 5. Jahrhundert v. Chr. als Hafenstadt der landeinwärts gelegenen Stadt Polyrrhenia gegründet und nach der Nymphe Phalasarna benannt. Die auf dem Kap Koutri errichtete Akropolis (Oberstadt) mit dem Tempel der Artemis Diktynna war von der Landseite durch eine Mauer mit quadratischen Bastionen geschützt. Die Stadtmauer ist bis zu einer Höhe von acht Metern erhalten. Im Tal vor der Mauer lag die Nekropole der Stadt. Dort brachten Ausgrabungen Kistengräber aus der Zeit vom 6. Jahrhundert v. Chr. bis zum Ende des 4. Jahrhunderts v. Chr. mit reichen Grabbeigaben zu Tage. Südlich der eigentlichen Ausgrabungsstätten steht ein aus Stein gehauener „Thronsitz“, dessen Funktion ungeklärt ist. In der Nähe, westlich des Thrones, liegt in einem Olivenhain ein Sarkophag.

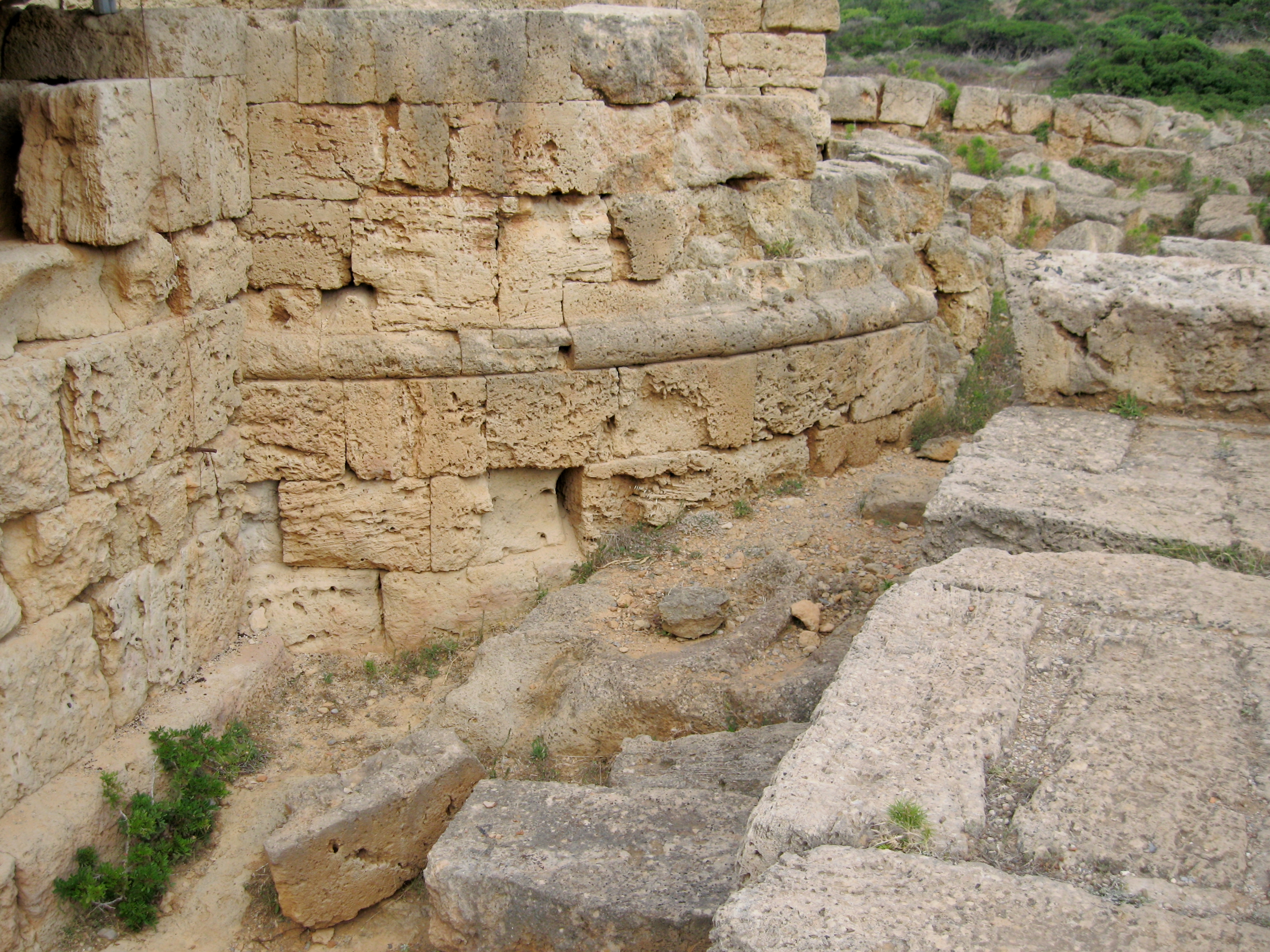
Basis eines Hafenturmes

Phalasarna besaß einen geschlossenen künstlichen Kriegshafen, in der Antike Kóthon (hoher, bauchiger Krug) genannt, der durch einen Kanal in Richtung Westen mit dem Meer verbunden war. Er wurde in den Ausmaßen von 100 × 75 Metern aus den Küstenfelsen herausgehauen. Ein zweiter Kanal ermöglichte die Ausfahrt 100 Meter hinter der Nordseite der Akropolis. Als Befestigungsanlage besaß der Hafen vier Türme aus dem 4. Jahrhundert v. Chr., die teilweise erhalten sind. Durch ein großes Erdbeben am 21. Juli 365 n. Chr. und einer damit verbundenen Hebung der Landmasse bei Phalasarna um sechs bis neun Meter wurde das Hafenbecken trockengelegt.
Während hellenistischer Zeit war Phalasarna mit seinem windgeschützten Hafen ein reiches Handels- und Schifffahrtszentrum mit eigener Flotte und Münzprägung. Auf den Münzen der Stadt sind eine weibliche Gestalt oder zwei Delphine auf der einen sowie ein Dreizack mit den Buchstaben „Φ Α“ auf der anderen Seite dargestellt. Im 3. Jahrhundert v. Chr. war Phalasarna als wichtiger Handelsstützpunkt mit den Ptolemäern verbündet und kontrollierte das Meer westlich der Insel. Haupteinnahmequelle der Polis war jedoch die Piraterie. Im Jahre 184 v. Chr. wurde sie durch die Stadt Kydonia erobert. Zu schweren Beschädigungen an den Bauten kam es 67 v. Chr. bei der Eroberung Kretas durch die Römer, die ihre Machtübernahme durch die Zerstörung von Piratenstützpunkten festigten. Infolge der tektonische Hebung im 4. Jahrhundert n. Chr. und der damit verbundenen Verlandung des Hafens wurde der Stadt die ökonomische Grundlage entzogen.

## Ausgrabungen
Rettungsgrabungen in der Nekropole wurden ab 1966 von Yannis Tzedakis, dem damaligen Leiter der Antikenverwaltung von Chania, durchgeführt. Dabei wurden mehr als 70 Gräber freigelegt, teil Steinkistengräber, teils Bestattungen in Pithoi. Die ältesten Gräber stammten aus dem 6. Jahrhundert v. Chr.; in einem Grab des 4. Jahrhunderts wurde eine rotfigurige Pelike gefunden. Im Bereich der Gräber stand auch ein steinerner Thron von ca. zwei Meter Höhe.
Den Bereich des Hafens erforschten ab 1986 Elpida Hadjidaki vom griechischen Antikendienst und Frank J. Frost von der University of California, Santa Barbara. Sie fanden unter anderem ein befestigtes Tor, zwei Türme, eine Zisterne, Qais am Hafenbecken und eine Straße.

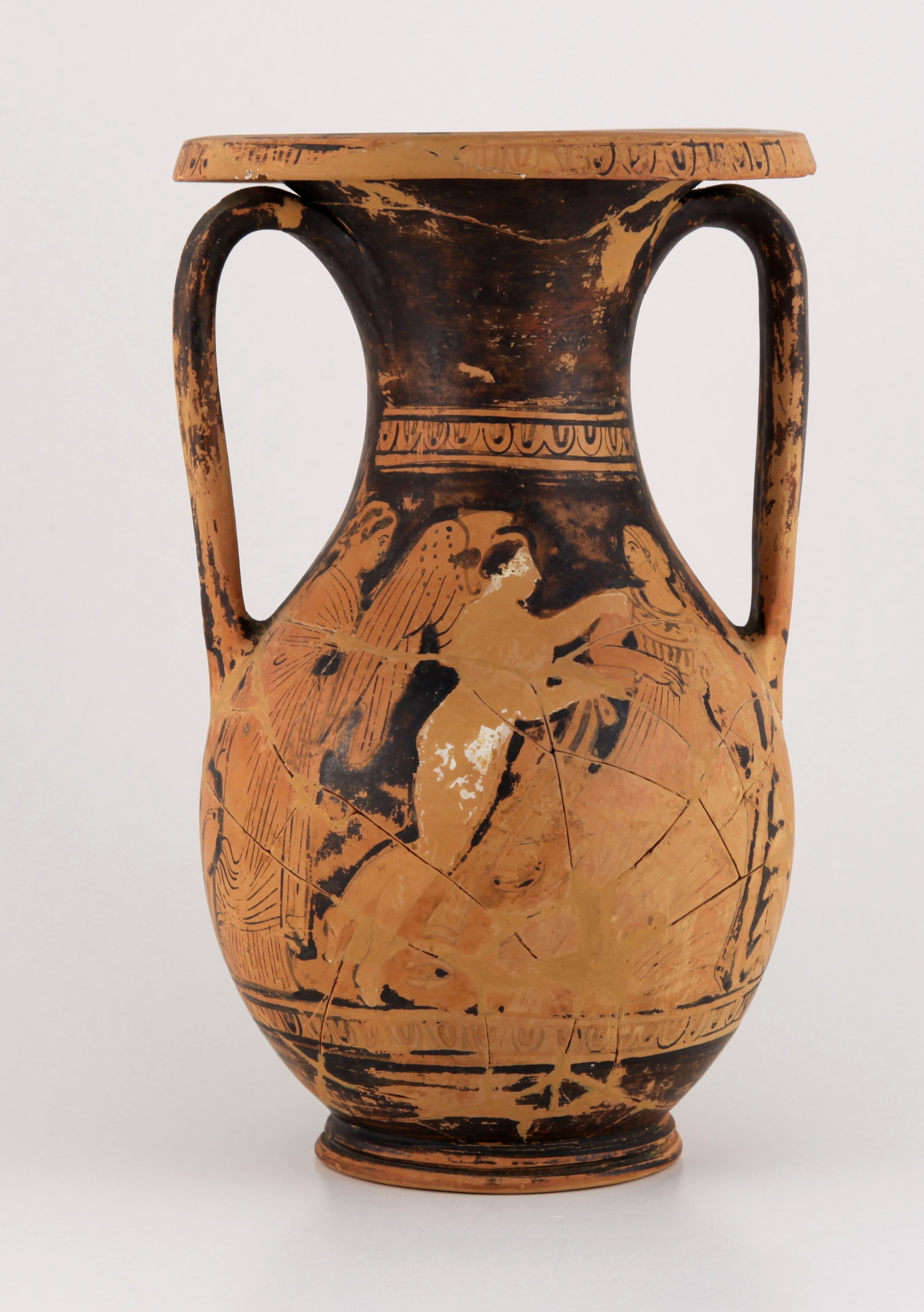
Pelike mit Eros und Mänade
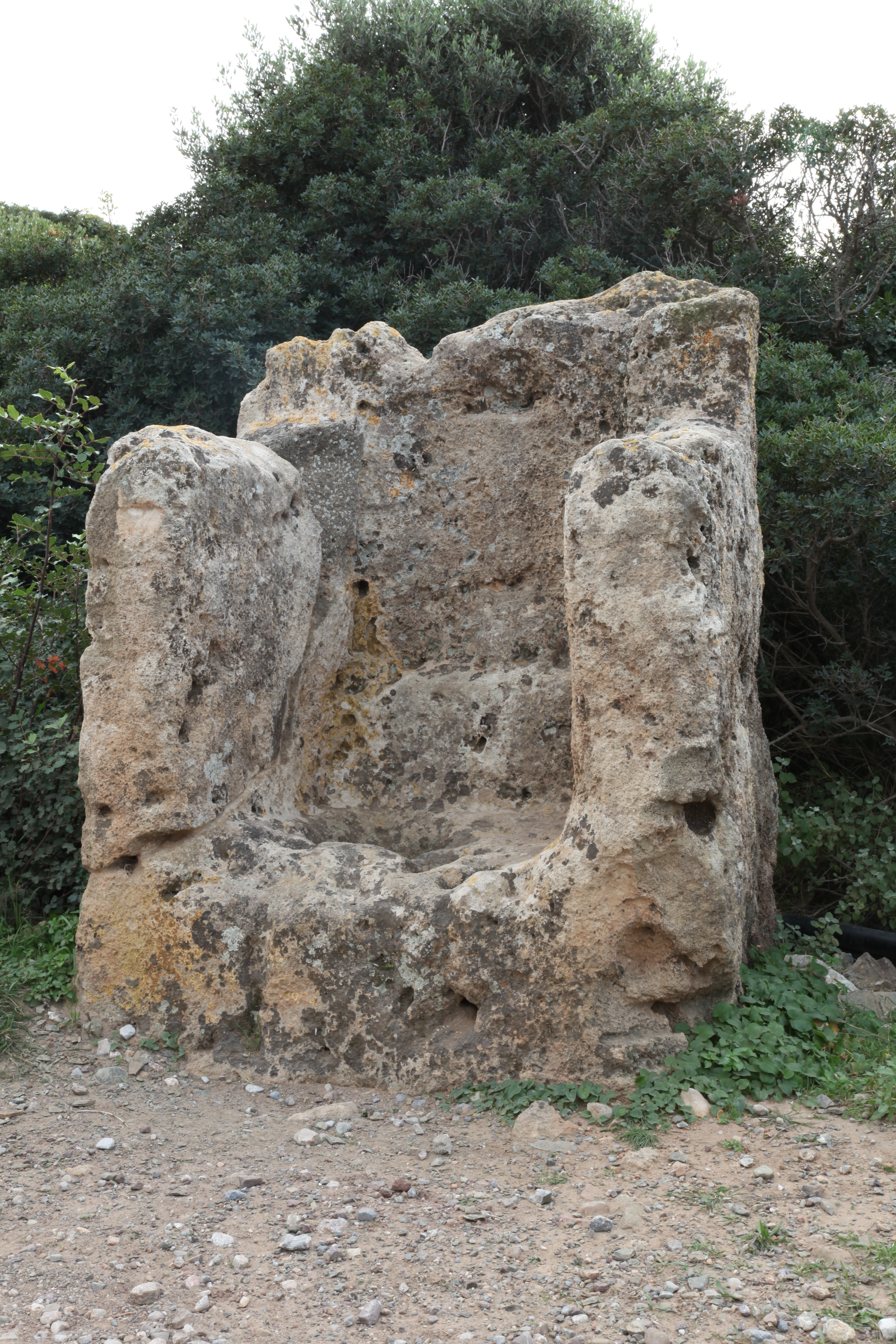
Steinerner Thron
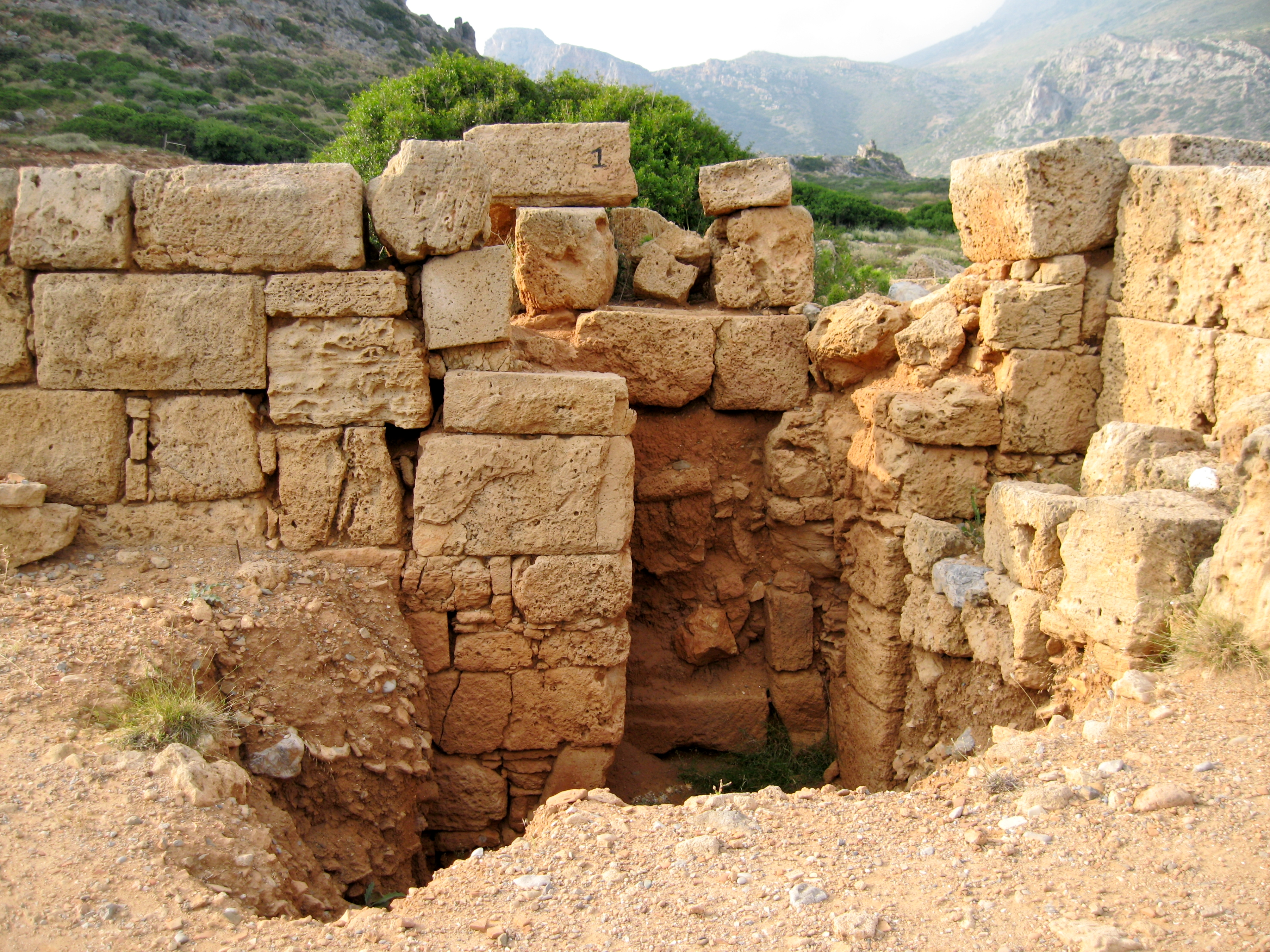
Gemäuer
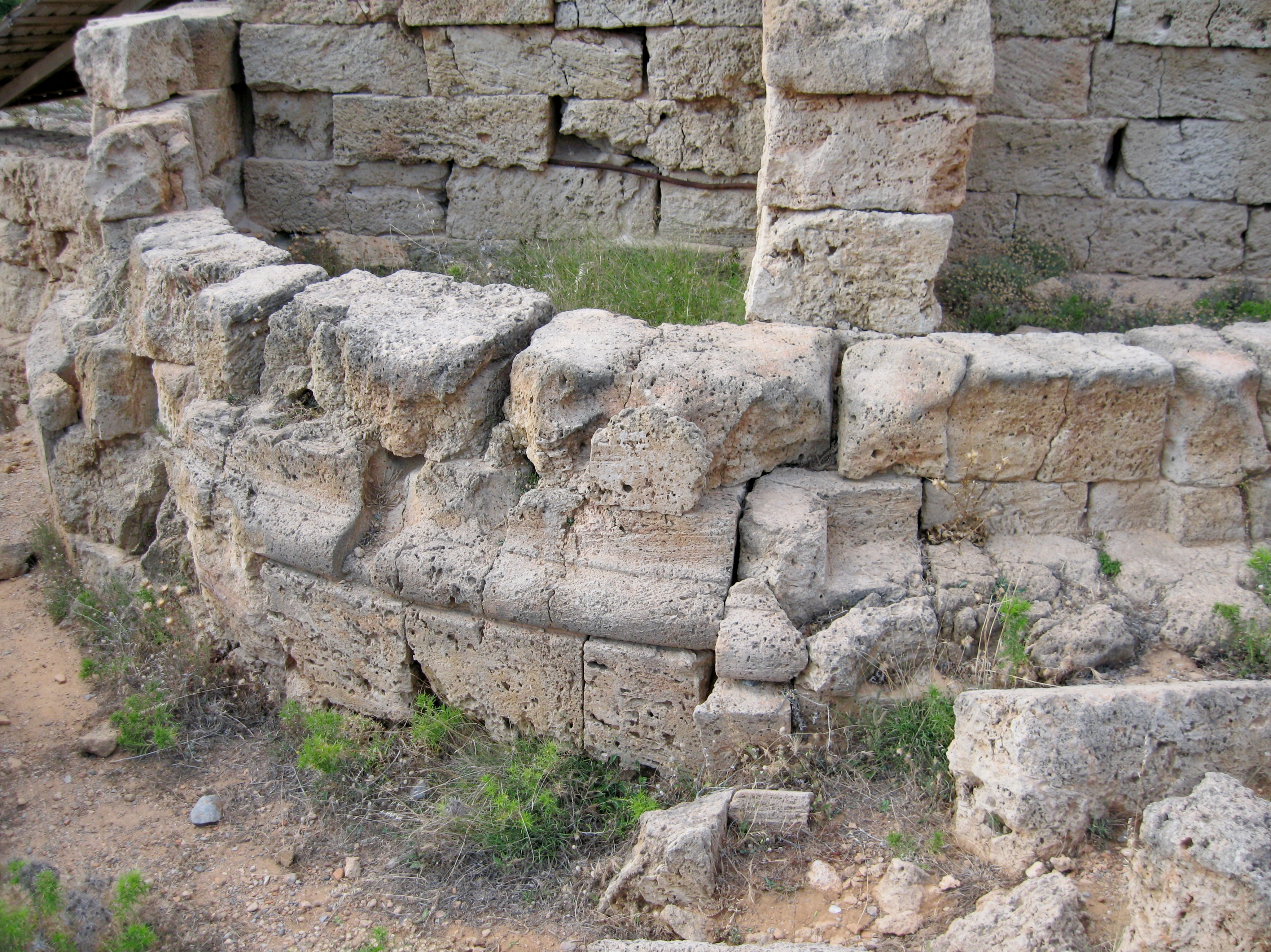
Hafenturm
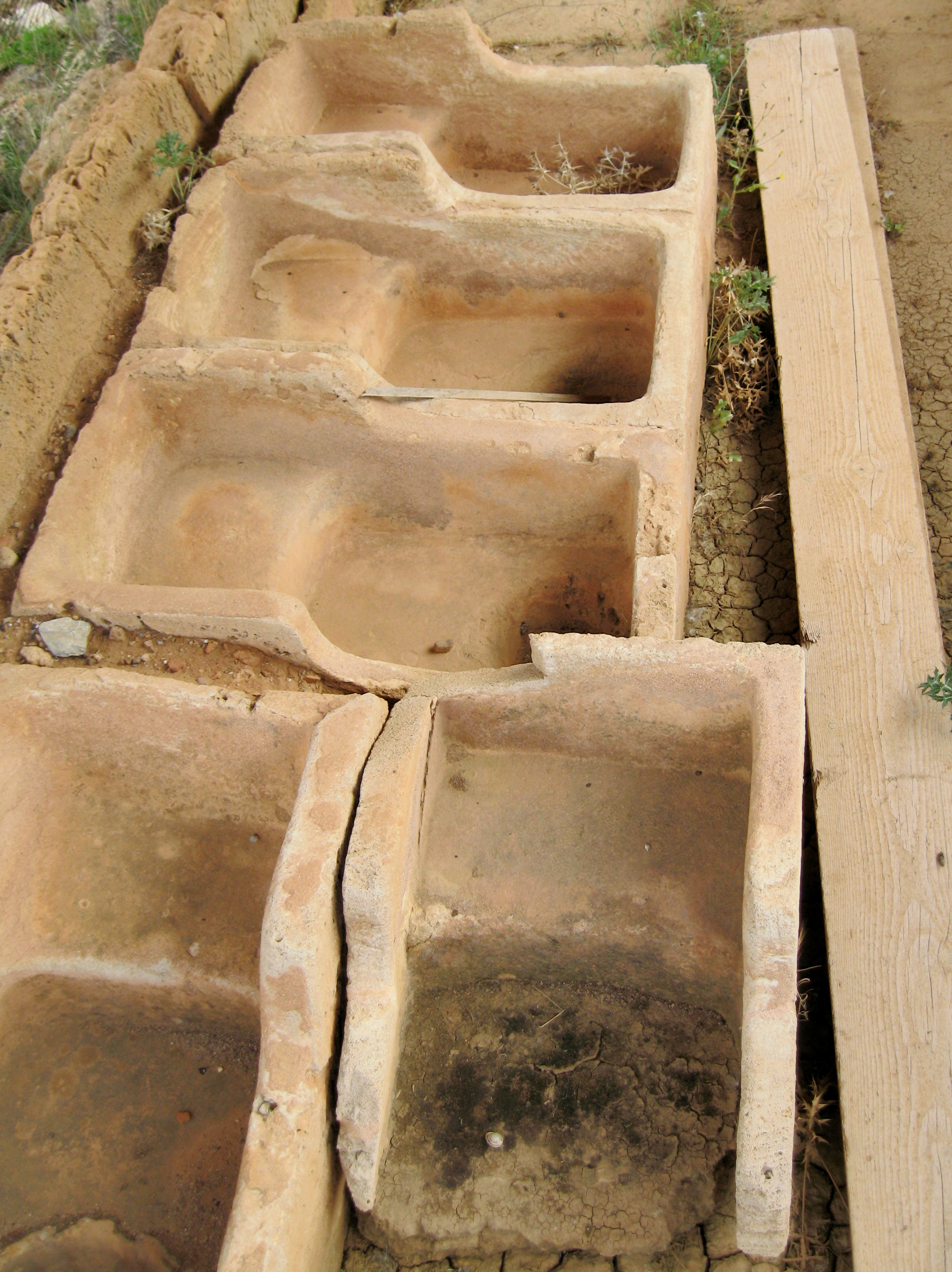
Wannen
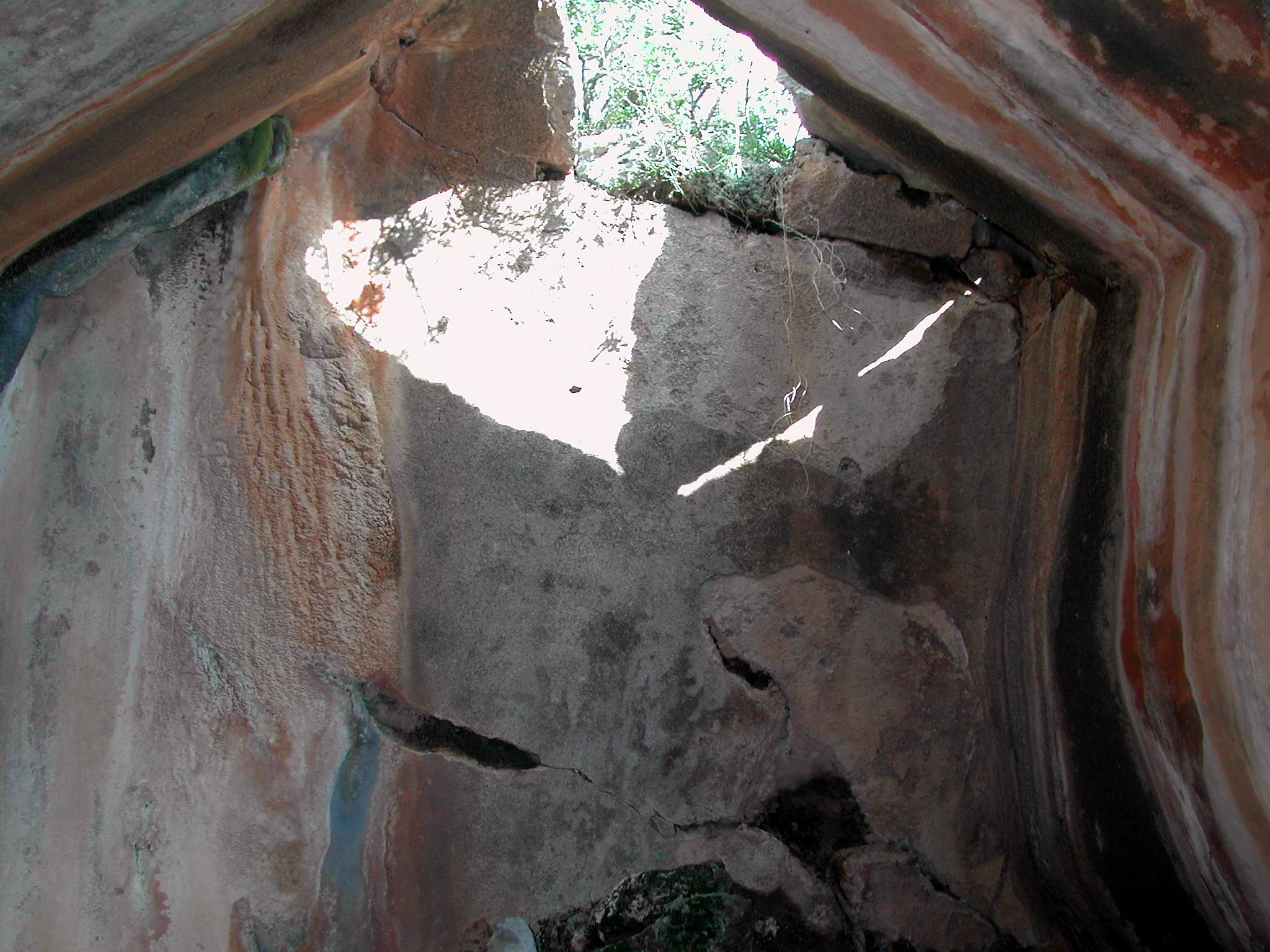
Zisterne

## Belege
1. ↑  S.C. Stiros, S. Papageorgiou: Seismicity of Western Crete and the destruction of the town of Kisamos at AD 365: Archaeological evidence. In: Journal of seismology. Band 5, Nr. 3, 2001, S. 381–397, doi:10.1023/A:1011475610236.
2. ↑  Yannis Tzedakis: Antiquities and Monuments of West Crete. In: Archaeologikon Deltion. 24, 1969, S. 433–434.